# 슈바르츠 공간
슈바르츠 공간(Schwartz空間, 영어: Schwartz space)은 매끄럽고, 그 어느 다항함수보다 빨리 감소하는 함수로 이루어진 프레셰 공간이다. 푸리에 변환에 대하여 닫혀 있다. 조절 분포를 정의하는 데 쓰인다.

## 정의
편의상 다중지표를 사용하자. {\displaystyle n}차원 공간에서, 다중지표란 {\displaystyle \mathbb {N} ^{n}}의 원소다. 즉, {\displaystyle n}개의 음이 아닌 정수의 순서쌍이다. 다중지표 {\displaystyle \alpha =(\alpha _{1},\alpha _{2},\dots ,\alpha _{n})}가 주어지면, 다음을 정의하자. 임의의 {\displaystyle x\in \mathbb {R} ^{n}}에 대해,
{\displaystyle x^{\alpha }=x_{1}^{\alpha _{1}}x_{2}^{\alpha _{2}}\cdots x_{n}^{\alpha _{n}}}.
또한,
{\displaystyle \partial ^{\alpha }={\frac {\partial ^{\alpha _{1}}}{\partial x_{1}^{\alpha _{1}}}}{\frac {\partial ^{\alpha _{2}}}{\partial x_{2}^{\alpha _{2}}}}\cdots {\frac {\partial ^{\alpha _{n}}}{\partial x_{n}^{\alpha _{n}}}}}.
(편미분 연산은 가환한다고 가정한다.)
임의의 매끄러운 함수 {\displaystyle f\colon \mathbb {R} ^{n}\to \mathbb {R} }에 대하여 다음과 같은 노름을 정의하자. 임의의 다중지표 {\displaystyle \alpha }와 {\displaystyle \beta }에 대하여,
{\displaystyle \lVert f\rVert _{\alpha ,\beta }=\sup _{x\in \mathbb {R} ^{n}}|x^{\alpha }\partial ^{\beta }f(x)|}.
슈바르츠 함수(Schwartz函數, 영어: Schwartz function)란 매끄럽고 모든 {\displaystyle (\alpha ,\beta )}-노름이 유한한 함수다. 슈바르츠 공간 {\displaystyle {\mathcal {S}}(\mathbb {R} ^{n})}은 슈바르츠 함수의 집합이다. 슈바르츠 공간은 자명하게 벡터 공간을 이루며, 또한 곱셈에 대해 닫혀 있다. 이에 따라, 푸리에 변환은 슈바르츠 공간에 유니타리 연산자임을 보일 수 있다. 즉, 푸리에 변환은 슈바르츠 공간의 선형 자기 동형이다.
{\displaystyle (\alpha ,\beta )}-노름을 통하여 슈바르츠 공간에 위상을 정의할 수 있다. 즉 함수열{\displaystyle f_{i}\in {\mathcal {S}}(\mathbb {R} ^{n})}가 {\displaystyle f\in {\mathcal {S}}(\mathbb {R} ^{n})}으로 수렴하려면, 모든 {\displaystyle (\alpha ,\beta )}에 대하여
{\displaystyle \lim _{i\to \infty }\lVert f_{i}-f\rVert _{\alpha ,\beta }=0}
이어야 한다. 자명하게, 슈바르츠 공간은 프레셰 공간을 이룬다.

## 역사
로랑 슈바르츠가 분포의 푸리에 변환을 정의하기 위하여 도입하였다.

## 같이 보기
- 범프 함수